# Taeniolinum arborum
Taeniolinum arborum är en mångfotingart som beskrevs av Pereira, Minelli och Paolo Barbieri 1994. Taeniolinum arborum ingår i släktet Taeniolinum och familjen Ballophilidae. Inga underarter finns listade i Catalogue of Life.